# Acca von Hexham
Acca von Hexham (* um 660; † 20. Oktober 737, 740 oder 742) ist ein englischer Heiliger. Er war von 709 bis 732 Bischof von Hexham, dem damaligen Hagustald.

## Jugend

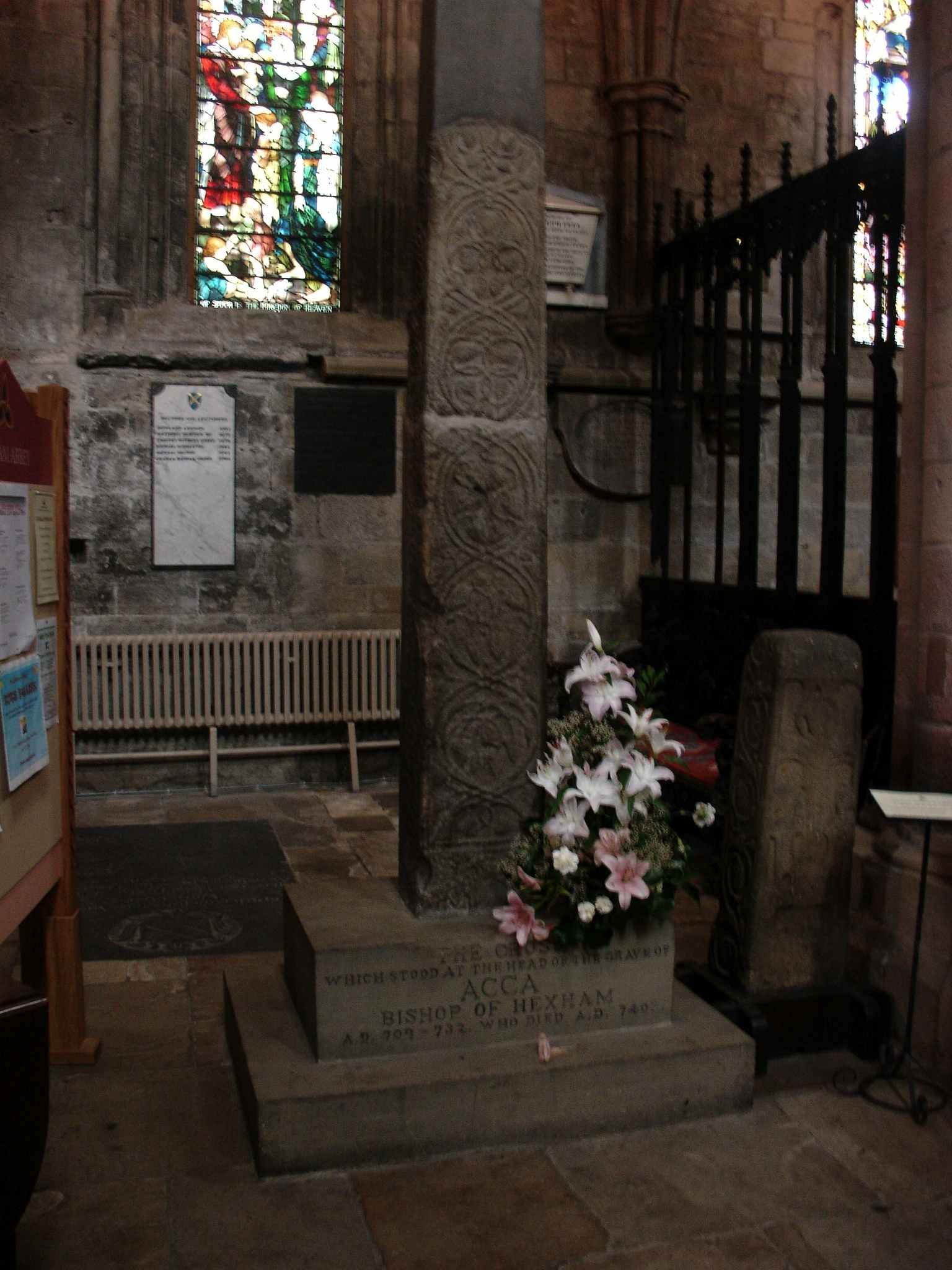
Überrest des Kreuzes (ohne Querbalken) vom Kopfende von Accas Grab in der Abtei St. Andrews in Hexham

Acca wurde um 660 in Northumbria in England geboren. Er wurde seit seiner Kindheit von Bosa, dem späteren Bischof von York erzogen. Dann schloss er sich um 678 Bischof Wilfrid von York an und begleitete ihn im Jahr 692 auf dessen zweiter Reise nach Rom. Nach ihrer Rückkehr machte Wilfrid Acca zum Abt des Klosters St. Andrews in Hexham.

## Bischof
Nach Wilfrids Tod im Jahr 709 trat Acca dessen Nachfolge als Bischof von Hexham an.  Er bemühte sich darum, die römische Liturgie und Lehre durchzusetzen, die er auf seiner Reise kennengelernt hatte, sammelte Reliquien der Apostel und Märtyrer für seine Kirche und legte eine bedeutende Bibliothek mit Heiligenviten und anderen religiösen Schriften an. Auf seinen und auf den Wunsch des Abts Tatberht von Ripon, eines Verwandten Wilfrids von York, wurde um 715 die Vita Wilfridi verfasst, als deren Autor lange Wilfrids Kantor Æddi Stephanus galt. Acca unterstützte auch Beda Venerabilis und entwickelte Wilfrids Kirchenkunst und -musik weiter.
Im Jahr 716 weihte er Hwetbyrht als Nachfolger Ceolfrids zum Abt von Wearmouth. 732 wurde Acca nach einer Revolte gegen Ceolwulf abgesetzt. Daher ist anzunehmen, dass er an dieser Verschwörung gegen den König beteiligt war.

## Exil und Tod
Nach seiner Absetzung hat Acca möglicherweise das Kloster Whithorn in Galloway zu einem Bischofssitz ausgebaut und den Andreaskult mitgebracht, im Zuge dessen Andreas zum schottischen Nationalheiligen wurde.
Acca starb am 20. Oktober 737, 740 oder 742. Zwei Steinkreuze schmückten sein Grab neben der Kirche von Hexham. Kreuzfragmente, die von seinem Grab stammen sollen, sind noch heute in Hexham zu sehen (Bild).

## Nachwirkung
Bald nach seinem Tod wurde Acca als Heiliger verehrt.
Um 1050 wurden seine Reliquien in einen Schrein im Inneren der Kirche umgebettet. Sein Messgewand, Tunika und Taschentuch sowie eine hölzerne Schachtel wurden aus seinem Grab geborgen und als Reliquien verehrt. Weitere Überführungen fanden 1154 und 1240 statt.
- Gedenktag anglikanisch: 20. Oktober (Todestag)
- Gedenktag katholisch und anglikanisch: 19. Februar (Translatio)
- Patron des Lernens